# Horný les
Horný les je národní přírodní rezervace v katastrálním území obce Vysoká pri Morave v okrese Malacky v Bratislavském kraji na Slovensku. Území bylo vyhlášeno v roce 1981 a jeho rozloha je 543,02 hektaru. Předmětem ochrany je komplex lužních lesů s výskytem vzácných druhů rostlin a živočichů, zejména vodních ptáků.